# 아빠는 보디가드
아빠는 보디가드는 1995년 공개된 대한민국의 영화이다.

## 배역
- 독고영재 : 준태 역
- 이상아 : 소영 역
- 박영희 : 소미 역
- 신성일 : 심 박사 역
- 남궁원 : 현숙 부 역
- 임옥경 : 현숙 역
- 허준호 : 승철 역
- 윤다훈 : 유진 역
- 송봉주 : 주만 역
- 배상철 : 동민 역
- 이무정 : 김 부장 역
- 남포동 : 택시기사 역

## 수상
- 1996년 제19회 황금촬영상
  - 촬영상(동상) - 박경원